# Fotomozaïek

Elfstedenmonument (fotomozaïek) op en traject nabij Giekerk

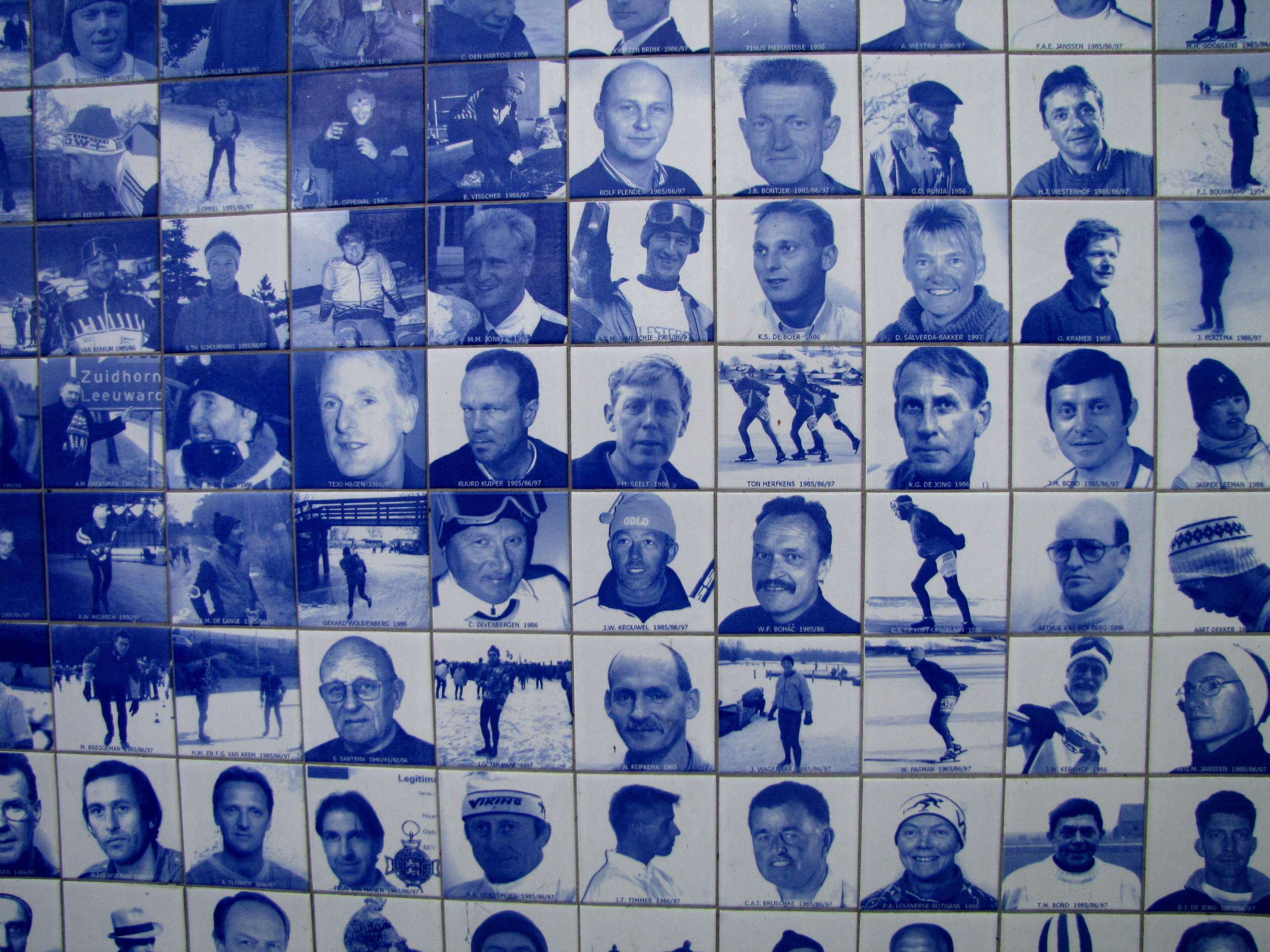
Details (mozaïektegels) van het Elfstedenmonument

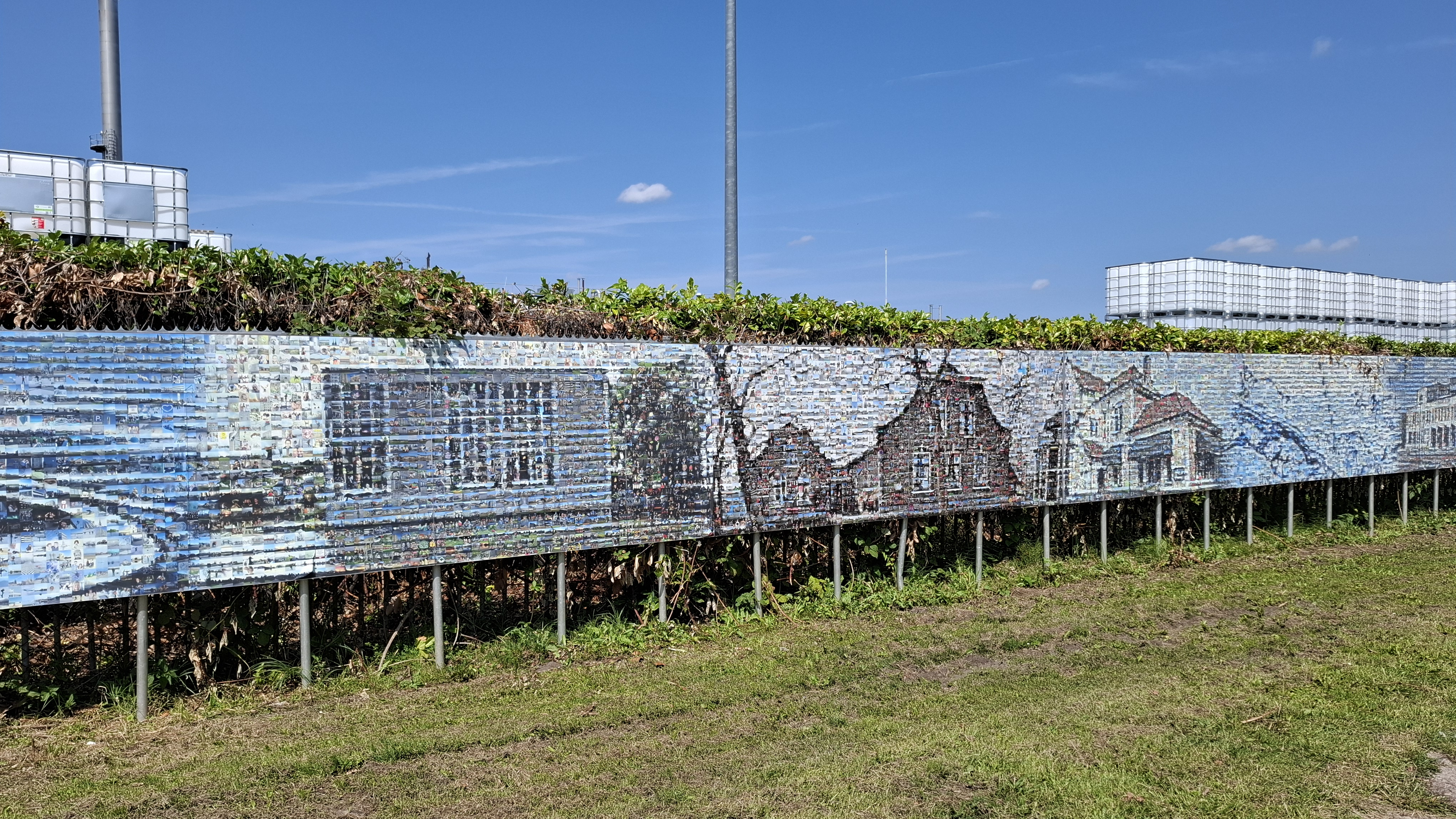
Amsterdamseweg, Uithoorn], met De Hoeksteen en het station

Een fotomozaïek is zoals de naam al doet vermoeden een mozaïek, opgebouwd uit foto's. De eerste fotomozaïeken waren kunstwerken waarbij foto's geheel handmatig op kleur geselecteerd werden om zo een totaalbeeld te vormen. Een bekend fotomozaïek is een portret van de Amerikaanse president George W. Bush, opgebouwd uit foto's van Amerikaanse soldaten die gesneuveld zijn in Irak tijdens Bush' presidentschap.